# Curie (cràter)

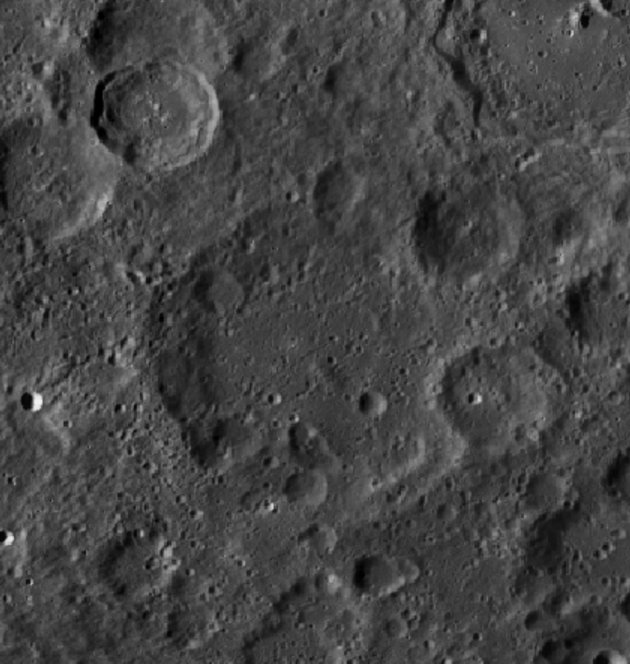
Fotografia de la missió LRO

Curie és un gran cràter d'impacte, amb una gran part situada a la cara oculta de la Lluna, com es veu des de la Terra, a la vora occidental segons el sistema de coordenades selenogràfiques. La visibilitat d'aquesta formació, però, depén dels efectes de libració, de manera que puga estar totalment a la vista o completament ocult depenent de l'orientació de la lluna. Quan és visible es veu lateralment, la qual cosa limita el detall amb què es pot observar des de la Terra.
Prop del cràters de Curie se situa el cràter Schorr al nord-oest i la plana emmurallada de Sklodowska cap al nord-est. Al costat de la vora sud-est apareix el cràter Lauritsen, amb la seua plana de parets molt danyades. Tant Sklodowska com Lauritsen són més petits que Curie.
La vora exterior de Curie ha estat danyada i reconfigurada per impactes propers. Els costats del rivet són relativament lineals, i donen al cràter una forma de caixa. La part oriental de la vora se superposa amb els notables cràters satèl·lit Curie C al nord-est i Curie G a l'est. L'extrem nord del contorn és envaït pel petit cràter Curie Z. Altres cràters petits se'n troben al llarg de la vora, sobretot cap al sud-oest.
El sòl interior de Curie forma una plana relativament anivellada, almenys en comparació amb el terreny que envolta el cràter. Aquest pis, però, s'interromp en diversos llocs per petits impactes. Un grup d'aquests impactes és prop de la vora sud-oest, amb alguns cràters superposats entre si. El petit cràter Curie K apareix a la part sud-est de la planta, i Curie V n'és a la paret interna del costat nord-oest.

## Cràters satèl·lit
Per convenció aquests elements s'identifiquen en els mapes lunars posant la lletra al costat del punt mig del cràter que és més prop de Curie.
|       | \| Curie \| Coordenades \| Diàmetre \| \| ----- \| ------------------------------------ \| -------- \| \| C \| 21° 06′ S, 94° 06′ E / 21.1°S,94.1°E \| 47 km \| \| \| 22° 24′ S, 96° 12′ E / 22.4°S,96.2°E \| 43 km \| \| G \| 23° 36′ S, 94° 48′ E / 23.6°S,94.8°E \| 53 km \| \| K \| 23° 42′ S, 92° 42′ E / 23.7°S,92.7°E \| 12 km \| \| \| 26° 18′ S, 92° 48′ E / 26.3°S,92.8°E \| 21 km \| \| M \| 28° 24′ S, 92° 30′ E / 28.4°S,92.5°E \| 34 km \| \| \| 28° 24′ S, 90° 06′ E / 28.4°S,90.1°E \| 26 km \| \| \| 22° 00′ S, 90° 24′ E / 22.0°S,90.4°E \| 21 km \| \| Z \| 20° 30′ S, 92° 12′ E / 20.5°S,92.2°E \| 25 km \| |          |
| Curie | Coordenades | Diàmetre |
| C     | 21° 06′ S, 94° 06′ E / 21.1°S,94.1°E | 47 km    |
|       | 22° 24′ S, 96° 12′ E / 22.4°S,96.2°E | 43 km    |
| G     | 23° 36′ S, 94° 48′ E / 23.6°S,94.8°E | 53 km    |
| K     | 23° 42′ S, 92° 42′ E / 23.7°S,92.7°E | 12 km    |
|       | 26° 18′ S, 92° 48′ E / 26.3°S,92.8°E | 21 km    |
| M     | 28° 24′ S, 92° 30′ E / 28.4°S,92.5°E | 34 km    |
|       | 28° 24′ S, 90° 06′ E / 28.4°S,90.1°E | 26 km    |
|       | 22° 00′ S, 90° 24′ E / 22.0°S,90.4°E | 21 km    |
| Z     | 20° 30′ S, 92° 12′ E / 20.5°S,92.2°E | 25 km    |